# توماس اورتگا
توماس اورتگا (انگلیسی: Thomas Ortega؛ زادهٔ ۶ دسامبر ۲۰۰۰) بازیکن فوتبال اهل آرژانتین است.
از باشگاه‌هایی که در آن بازی کرده‌است می‌توان به باشگاه اتلتیکو ایندپندینته اشاره کرد.